# Премія імені академіка Губкіна
Пре́мія і́мені акаде́міка Гу́бкіна — премія, встановлена 1949 року Академією наук СРСР. Нині премія Російської академії наук.
Присуджується за видатні наукові роботи в галузі геології нафти та газу.
Премію названо на честь геолога, академіка АН СРСР Івана Михайловича Губкіна.